# Климент III
Папа Климент III (на латински: Clemens.PP.III) роден Паолино (или Паоло) Сколари (на италиански: Paolo Scolari) е глава на Католическата църква, 174-тия папа в Традиционното броене.